# Philosophical Transactions of the Royal Society B
Philosophical Transactions of the Royal Society B: Biological Sciences (Філософські праці Королівського товариства B: Біологічні науки) — це рецензований науковий журнал, який публікується раз на два тижні Лондонським королівським товариством.
Головний редактор Річард Діксон (Університет Північного Техасу).

## Огляд
Кожен випуск охоплює певну область біологічних наук, і спрямований на створення оригінального та авторитетного синтезу, який часто поєднує традиційні дисципліни, і демонструє поточні розробки та забезпечує основу для майбутніх досліджень, застосувань і політичних рішень. Кожен випуск редагується одним або декількома експертами-гостьовими редакторами.
Теми належать до однієї з чотирьох загальних категорій:
- Клітина і розвиток
- Здоров'я і хвороби
- Навколишнє середовище та еволюція
- Нейронаука та пізнання

Усі статті стають у відкритому доступі через рік після дати їх публікації.

## Історія

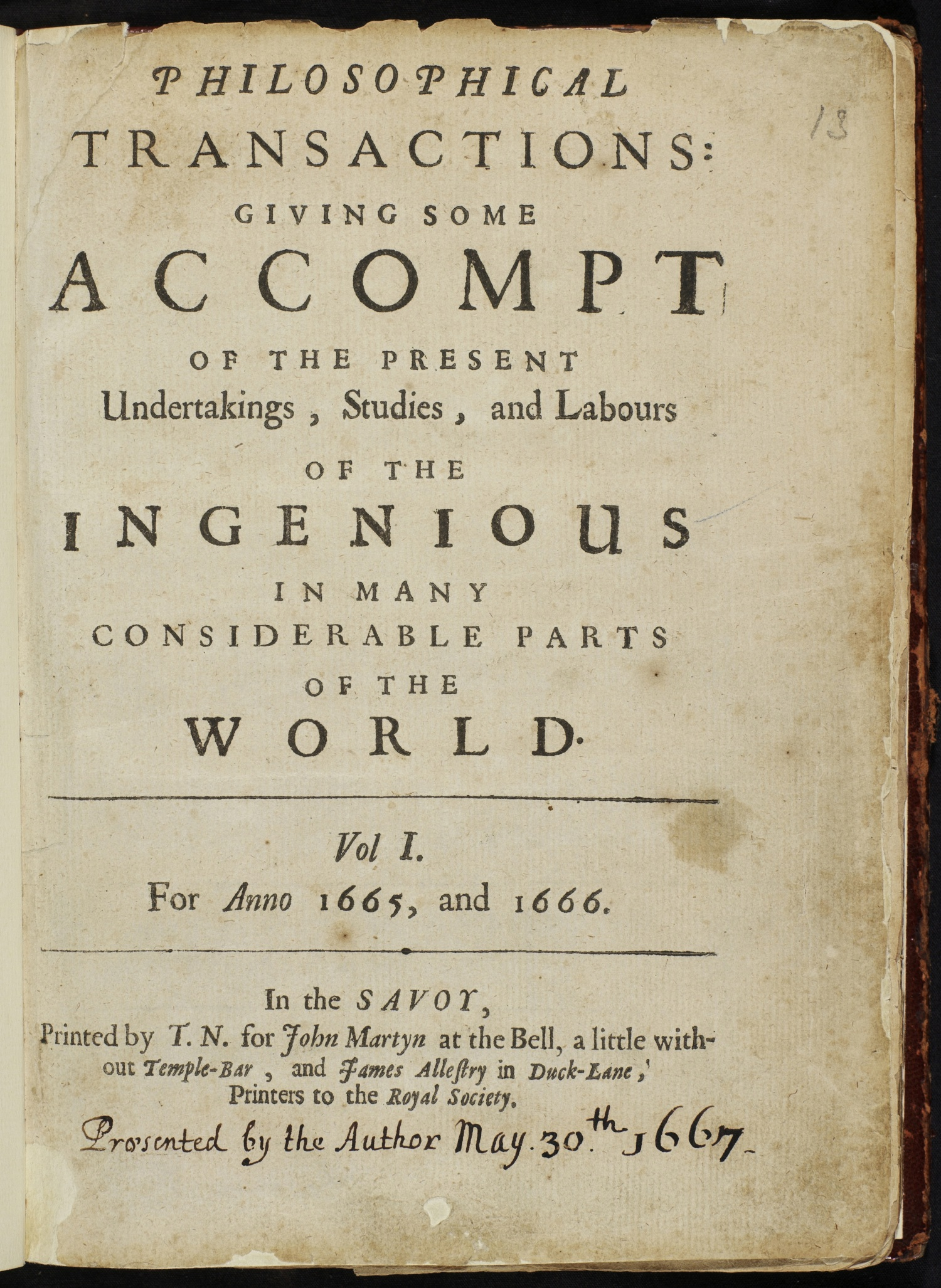
Титульна сторінка першого випуску 1665 року.

Philosophical Transactions of the Royal Society був заснований у 1665 році Королівським товариством і є найстарішим науковим журналом в англомовному світі. Генрі Ольденбург був призначений першим (сумісним) секретарем товариства, а також він був першим редактором журналу товариства
У 1887 році журнал розширився і став двома окремими виданнями: одне присвячене наукам про життя[en] — Philosophical Transactions of the Royal Society B: Biological Sciences, а інше — фізичним наукам — Philosophical Transactions of the Royal Society A: Mathematical, Physical and Engineering Sciences.
Зараз обидва журнали публікують тематичні випуски та питання для дискусійних зустрічей, а окремі дослідницькі статті публікуються в дочірньому журналі Proceedings of the Royal Society.
У 2015 році журнал відзначив своє 350-річчя. Щоб відзначити цю подію, він опублікував спеціальну збірку коментарів до знакових документів з архіву таких вчених, як Антоні ван Левенгук, Ганс Слоан і Алан Тюрінг.